# Боуліс-Квортерс (Меріленд)
Боуліс-Квортерс (англ. Bowleys Quarters) — переписна місцевість (CDP) в США, в окрузі Балтимор штату Меріленд. Населення — 6853 особи (2020).

## Географія
Боуліс-Квортерс розташований за координатами 39°18′46″ пн. ш. 76°22′56″ зх. д. / 39.31278° пн. ш. 76.38222° зх. д. (39.312815, -76.382248).  За даними Бюро перепису населення США в 2010 році переписна місцевість мала площу 15,80 км², з яких 8,15 км² — суходіл та 7,65 км² — водойми.

## Демографія
Згідно з переписом 2010 року, у переписній місцевості мешкало 6755 осіб у 2656 домогосподарствах у складі 1841 родини. Густота населення становила 428 осіб/км².  Було 2909 помешкань (184/км²).
Расовий склад населення:
| - 85,0 % — білих - 11,4 % — чорних або афроамериканців - 1,1 % — азіатів - 0,2 % — корінних американців |

До двох чи більше рас належало 1,9 %. Частка іспаномовних становила 2,6 % від усіх жителів.
За віковим діапазоном населення розподілялося таким чином: 22,2 % — особи молодші 18 років, 66,7 % — особи у віці 18—64 років, 11,1 % — особи у віці 65 років та старші. Медіана віку мешканця становила 38,2 року. На 100 осіб жіночої статі у переписній місцевості припадало 96,2 чоловіків;  на 100 жінок у віці від 18 років та старших — 93,7 чоловіків також старших 18 років.
Середній дохід на одне домашнє господарство  становив 79 136 доларів США (медіана — 68 139), а середній дохід на одну сім'ю — 86 031 долар (медіана — 73 750). Медіана доходів становила 54 614 долари для чоловіків та 47 162 долари для жінок. За межею бідності перебувало 8,5 % осіб, у тому числі 8,3 % дітей у віці до 18 років та 1,4 % осіб у віці 65 років та старших.
Цивільне працевлаштоване населення становило 3250 осіб. Основні галузі зайнятості: освіта, охорона здоров'я та соціальна допомога — 21,2 %, роздрібна торгівля — 12,1 %, науковці, спеціалісти, менеджери — 11,0 %, виробництво — 10,3 %.